# Die wilde Rose
Die wilde Rose (Rosa Salvaje) ist eine mexikanische Telenovela aus dem Jahr 1987. Sie wird in 99 Teilen erzählt.

## Handlung
Rosa Garcia lebt mit ihrer Patin Tomasa, die sie seit ihrer Kindheit großgezogen hat, beide sind aus sehr bescheidenen Verhältnissen. Rosa ist naiv und hat nicht viel Bildung, wenn sie jemand stört, weist sie ihn meist zurecht oder schlägt ihn, die Leute nennen sie „die Wilde“ und sie sieht aus wie ein Mann, da sie meist mit anderen Kindern Fußball, Murmeln und andere für Jungen typische Spiele spielt. Eines Tages geht sie mit ihren Freunden in ein Viertel reicher Leute und nimmt aus einem Haus Pflaumen mit. Dabei wird sie von Dulcina Linares, einer ehrgeizigen und eitlen Frau, die sich nur um Geld und sozialen Stand kümmert, und ihrer Dienerin Leopoldina überrascht und sie drohen ihr, die Polizei zu rufen. Ricardo Linares, der Bruder von Dulcina, kommt und setzt sich für sie ein. Er ist nett und gutherzig, er zeigt sie nicht bei der Polizei an, im Gegenteil, er gibt ihr ein paar Pflaumen und etwas Geld. Sie verliebt sich unsterblich in ihn. Ricardo befindet sich im ständigen Kampf mit seinen Schwestern Dulcina und Candida, die ihn um jeden Preis mit einer Millionärin verheiraten wollen. Um sie zu ärgern, beschließt er, das erste Mädchen zu heiraten, auf das er Lust hat. Dieses Mädchen entpuppt sich als Rosa. Doch Dulcina und Candida verbünden sich mit Leonela Villarreal, einer jungen Frau, die über ein großes Vermögen verfügt und sich schon immer zu Ricardo Linares hingezogen gefühlt hat, und werden alles tun, um die beiden zu trennen. Ricardo verliebt sich wirklich in Rosa, aber als sie erfährt, dass er ohne Liebe und nur um seine Schwestern zu ärgern geheiratet hat, kann sie ihm nicht verzeihen. Im Haus der Linares erfährt Rosa ihre schlimmsten Demütigungen von Dulcina und ihrer Schwester sowie von Leonela (wie eines Tages auf einer Party, als Dulcina Rosa vor allen Gästen demütigt, indem sie sie dazu bringt, Lulu zu schlagen, die ebenfalls in Ricardo „verliebt“ ist), aber sie lernt auch Rogelio kennen, Ricardos gutherzigen Zwillingsbruder, und sie werden enge Freunde. Rogelio ist ein Invalide, aber trotz Dulcinas Bestürzung beschließt er, sich operieren zu lassen, um wieder laufen zu können, und es gelingt ihm. Während Rogelio sich von der Operation erholt, wird er von Linda gepflegt, einer Freundin von Rosa, die sich als Krankenschwester ausgibt, und die beiden verlieben sich ineinander.
Auf der anderen Seite ist Federico Robles der Anwalt der Linares, ein ehrgeiziger Mann, der Cándida schwängert und damit die Eifersucht und den Zorn von Dulcina provoziert, die schon immer in ihn verliebt war und mit dem sie heimliche Affären hatte. Eines Nachts lässt die böse Schwester Cándida die Treppe hinunterrollen, da sie von dem Skandal der Schwangerschaft weiß. Damit gelingt es ihr, das Kind ihrer Schwester zu töten. Später heiratet Dulcina Federico Robles, ohne zu ahnen, dass er sich nach und nach das Vermögen der Linares und deren Villa aneignet. Nachdem sie die Veruntreuung entdeckt hat, ermordet Dulcina Federico in dem Glauben, dass sie als seine Witwe alles erben wird, was er ihr gestohlen hat, und so das Vermögen und die Villa der Linares zurückerhält. Als jedoch Federicos Testament eröffnet wird, stellt sich heraus, dass er vor seiner Heirat mit Dulcina mit einer anderen Frau verheiratet war, von der er sich nie scheiden ließ. Die Ehe mit Dulcina ist also ungültig und seine rechtmäßige Ehefrau, jetzt seine Witwe, ist die Erbin all seiner Besitztümer, einschließlich der Linares-Villa, die sie zum Verkauf anbietet, da sie nicht die Absicht hat, darin zu leben, und den Linares eine Frist setzt, sie zu räumen.
Leonela ihrerseits, die weiß, dass sich Rosa nach einer gemeinsamen Reise nach Manzanillo mit Ricardo versöhnt hat, heckt einen gemeinen Plan aus, um mit Ricardo zu schlafen, damit Rosa sie sieht. Sie hat Erfolg, wird Ricardos Verlobte und sie heiraten sogar. Bald darauf erfährt Rosa, dass sie Ricardos Kind erwartet und beschließt, es ihm nicht zu sagen.
Später ist Rosa wieder mit ihrer Mutter, Paulette Mendizábal, vereint, die die neugeborene Rosa ihrer Angestellten Tomasa geben musste, um nicht von ihrer Mutter getötet zu werden, die ihre Schwangerschaft als Schande betrachtete, weil der Vater des Mädchens der Hausfahrer war, mit dem Paulette eine Affäre hatte. Fast zeitgleich mit diesem Wiedersehen zwischen Mutter und Tochter wird Rogelio Linares von einem Straftäter aus dem Viertel, in dem Rosa lebte, erstochen, der es auf Linda abgesehen hat. Paulette verwandelt Rosa in eine reiche und vornehme Frau, die trotz der Macht, die sie hat, nun daran denkt, sich an den Linares für all das Leid, das sie ihr angetan haben, zu rächen. Mit diesem Ziel vor Augen zwingt Rosa Dulcina, vor ihr niederzuknien und sie um Vergebung zu bitten, andernfalls werde sie Dulcina ins Gefängnis schicken. Dulcina tut dies und wird vor Rosa gedemütigt, so wie sie selbst zuvor Rosa gedemütigt hatte. Aus Rache für ihre Demütigung schickt Dulcina Leopoldina unter falschem Namen zur Miete in ein Haus und befiehlt dann, Rosa zu entführen und dorthin zu bringen, um selbst getötet zu werden. Die Frau, die auf Rosa aufpassen soll, während sie darauf warten, dass Dulcina ankommt, um sie persönlich zu töten, ist jedoch gerührt, als sie erfährt, dass sie schwanger ist und lässt sie entkommen, so dass Dulcina wütend ist, als sie ankommt, um Rosa zu töten und sie nicht finden kann. Währenddessen erholt sich Rogelio im Krankenhaus von der Stichwunde, die er sich zugezogen hat, und macht Linda einen Heiratsantrag, damit die beiden zusammen zur Ranch der Linares gehen können, wo er seine Genesung beenden wird, wenn er aus dem Krankenhaus kommt.
Nachdem sie der von Dulcina inszenierten Entführung und dem Mordversuch entkommen ist, kehrt Rosa zum Haus ihrer Mutter zurück und erfährt, dass die Witwe von Federico Robles die Linares-Villa zum Verkauf angeboten hat. Sie beschließt, sie zu kaufen und sie Rogelio Linares zu schenken, ihrem großen Freund und dem einzigen Mitglied der Linares-Familie, das ihr keinen Schmerz bereitet hat. Nachdem der Verkauf abgeschlossen ist, schickt Dulcina, ohne etwas davon zu wissen, Leopoldina, um zu versuchen, das Herrenhaus von Linares von der Witwe von Federico Robles zurückzubekommen, aber sie kehrt mit der Nachricht zurück, dass das Haus bereits verkauft wurde und dass es Rosa „die Wilde“ war, die es gekauft hat. Dulcina ist wütend und schwört, dass niemand sie jemals aus ihrem Haus holen wird. Rosa will Ricardo immer noch nicht verzeihen, dass er sich verlobt und Leonela geheiratet hat, aber der junge Mann erkennt, dass er Leonela nicht liebt und beschließt, sie um die Scheidung zu bitten und eine Reise zu machen. Leonela ist wütend und schwört, dass sie Rosa Tag und Nacht beobachten wird, um den Moment zu finden, sie zu töten, aber der Plan geht schief, denn als sie sie überfährt und wegläuft, wird sie auf den Bahngleisen eingeklemmt und stirbt auf schreckliche Weise, als sie in ihrem Auto vom Zug überfahren wird und verbrennt.
In der Zwischenzeit, alleine, gibt Dulcina Leopoldina die Auszeichnung, eine Linares zu sein und schlägt vor, als solche in der Villa zu sterben, aber nicht bevor sie gesteht, dass sie Federico Robles ermordet hat. Dieses Gespräch wird vom Butler mitgehört, der die Polizei ruft. Dulcina hört die Patrouillen draußen und plant, das Haus der Linares in Brand zu setzen, damit Rosa nicht in den Genuss kommt, und auch, um zusammen mit Leopoldina zu sterben. Leopoldina ist damit nicht einverstanden und sie beginnen zu kämpfen; im Verlauf des Kampfes versucht Leopoldina, Dulcina mit einem Messer zu töten, aber Dulcina schlägt es ihr aus der Hand. Leopoldina stürzt zu Boden und schnappt sich aus dem Schrank eine Flasche mit muriatischer Säure, mit der sie Dulcinas Gesicht entstellt, wird aber von Dulcina erschossen. Die Polizei betritt das Haus, verhaftet Dulcina und findet Leopoldinas Leiche.
Rosa und Ricardo in der letzten Szene des Romans weinen und erinnern sich an alles, Rosa ist im Begriff, mit ihrem Kind im Bauch zu sterben und offenbart Ricardo schließlich, dass er der Vater dieses Kindes ist. Doch am Ende geschieht ein Wunder …

## Ausstrahlung
Die wilde Rose lief montags bis freitags, um 14.50 Uhr, auf RTLplus, heute RTL. Ab August 1991 wurde die komplette Serie nochmals im Vormittagsprogramm wiederholt.
Am Bezahlfernsehsender Passion lief die Telenovela in den Jahren 2008, 2010 und 2011.

## Wiederverwendung zu Werbezwecken
In Frankreich wurden einige Teile der Serie (fünf Episoden von je 20 Sekunden) von der Marke Sosh, die von der Telefongesellschaft Orange entwickelt wurde, für ihre am 28. August 2016 gestartete Handytarif-Kampagne Forfait Passion zu Werbezwecken wiederverwendet.
Die fünf Ausschnitte wurden mit parodistischen Texten über Cándida Linares und Frederico Robles neu synchronisiert, die zu diesem Anlass in „Barbara“ und „Bradley“ umbenannt wurden. Der eine versucht verzweifelt, den anderen zu überzeugen, zu Sosh zu wechseln …